# Iannis Xenakis
Iannis Xenakis (Ιάννης Ξενάκης), född 29 maj 1922 i Brăila i Rumänien, död 4 februari 2001 i Paris i Frankrike, var en grekisk-fransk tonsättare och arkitekt, verksam i Paris. 

## Biografi
Xenakis var medarbetare till Le Corbusier 1947-60. Som tonsättare har han blivit känd för sin s.k. stokastiska eller globala form. I många av sina musikaliska kompositioner använde Xenakis matematiska modeller för att strukturera det musikaliska materialet. Han använde därför mycket tidigt datorer som ett verktyg i komponerandet.
Xenakis mottog 1999 Polarpriset.